# Celje
Celje (în maghiară Cille, în latină Celeia) este al treilea oraș ca mărime din Slovenia, cu o populație de 37.490 de locuitori (2012).

## Cartiere și comunități locale

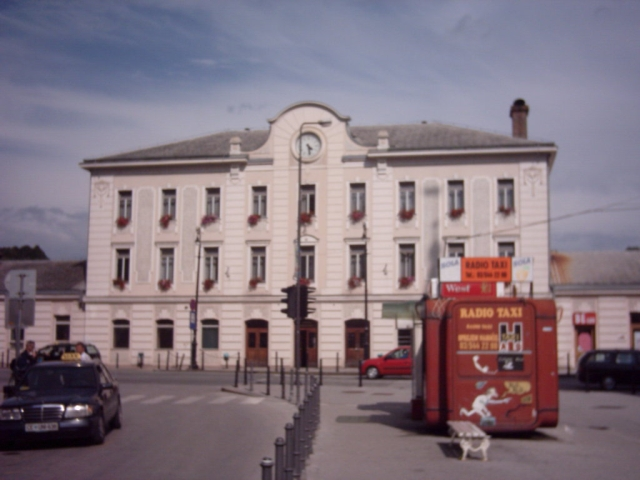
Gara Celje

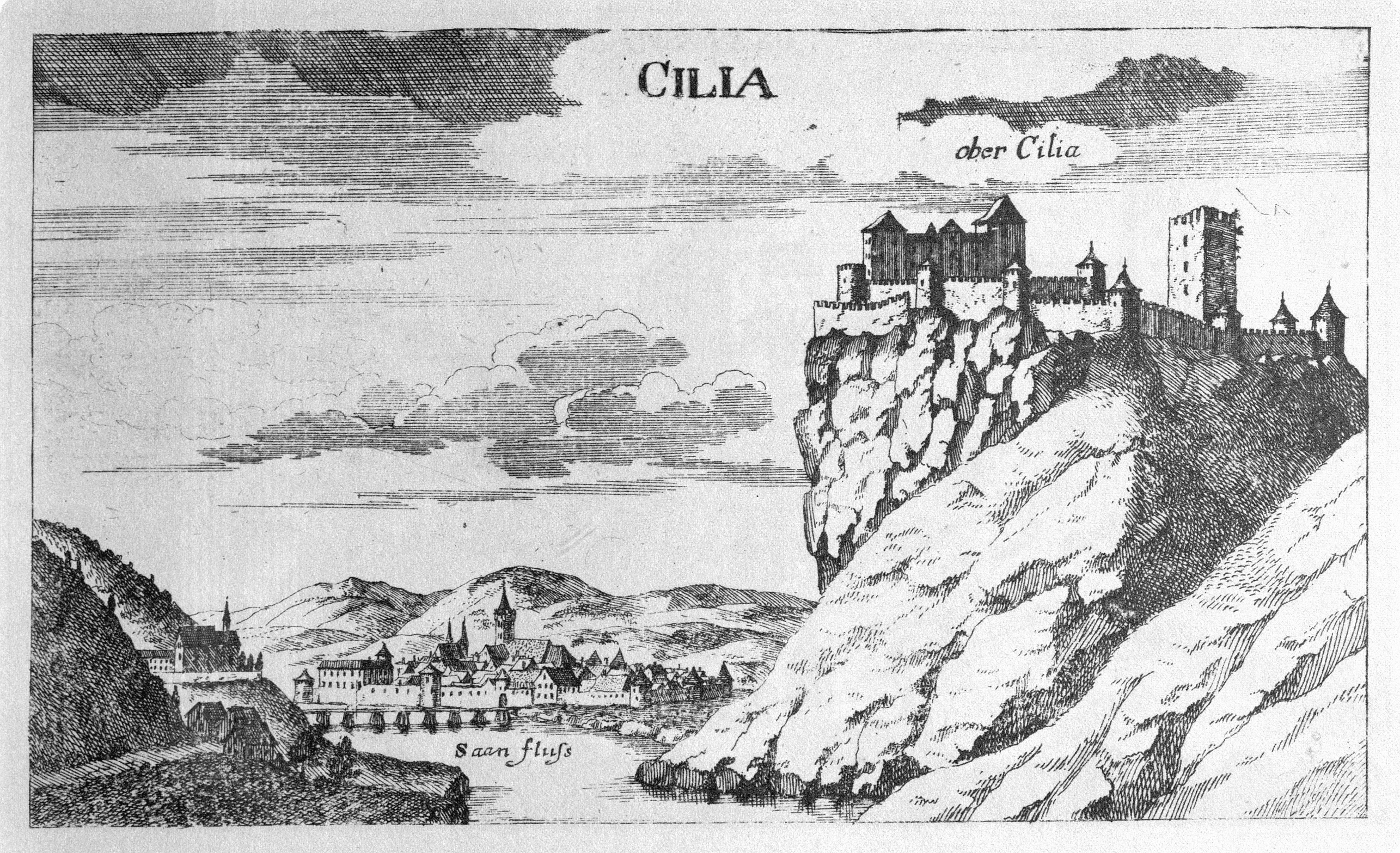
Celje (reprezentare în Topographia Ducatus Stiriae, Georg Matthäus Vischer, Graz 1681)

Orașul are 10 cartiere, sau districte (mestne četrti). Municipiul are și nouă comunițăți locale (krajevne skupnosti)

### Cartiere
- Centru
- Dečkovo naselje
- Dolgo polje
- Gaberje
- Hudinja
- Karel Destovnik Kajuh
- Lava
- Nova vas
- Savinja
- Slavko Šlander

### Comunități locale
- Aljažev hrib
- Ljubečna
- Medlog
- Ostrožno
- Pod gradom
- Škofja vas
- Šmartno v Rožni dolini
- Teharje
- Trnovlje

## Demografie
- Populație totală: 47.600
  - Bărbați: 22.744
  - Femei: 24.816

- Case: 18.410
- Apartamente: 19.578
- Blocuri cu apartamente: 8.090

## Persoane notabile
Persoane notabile, rezidenți și/sau născuți în Celje:
- Anna de Celje (1381–1416), a doua soție a lui Vladislav al II-lea, rege al Poloniei și mare duce al Lituaniei
- Herman al II-lea de Celje (1365–1435), conte de Celje, Ortenburg și Seger
- Barbara de Celje (1390/1395–1451), a doua soție a împăratului Sigismund de Luxemburg
- Ulrich al II-lea de Celje (1406–1456), conte de Celje
- Margareta de Celje (1411–1480), nobilă
- Johann Gabriel Seidl (1804–1875), arheolog, poet
- Alma Karlin (1889–1950), călătoare, autor, poet și colecționară
- Janko Orožen (1891–1989), istoric
- Fran Roš (1898–1976), scriitor, poet, dramaturg
- Anica Černej (1900–1944), poet, autor
- Elza Premšak (1914–1947), muncitor, victimă a regimului comunist
- Trude Breitschopf (1915–2001), actriță de film
- Lenore Aubert (1918–1993), actriță la Hollywood și model
- Andrej Hieng (1925–2000), scenarist, dramaturg, scriitor
- Margit Korondi (n. 1932), gimnast,   campion olimpic
- Janez Drozg (1933–2005), regizor de televiziune
- Janez K. Lapajne (1937–2012), seismolog[2]
- Andrej Inkre (1943–2015), critic, eseist, teatrolog și dramaturg
- Milan Pogačnik (n. 1946), politician
- Janez Drnovšek (1950–2008), politician, al treilea președinte al Sloveniei
- Bina Štampe Žmavc (n. 1951), poet
- Jelko Kacin (n. 1955), politician
- Oto Pestner (n. 1956), muzician
- Damjana Golavšek (n. 1964), cântăreață
- Romana Jordan Cizelj (n.  1966), politician
- Janez Lapajne (n. 1967), regizor de film
- Gregor Cankar (born 1975), atlet
- Jolanda Čeplak (born 1976), atlet
- Urška Žolnir (n. 1981), judoka, campion olimpic
- Lucija Polavder (n. 1984), judoka
- Beno Udrih (n. 1982), baschetbalist
- Bogumil Vošnjak (1882–1955), învățat, politician, diplomat
- Tina Trstenjak (n. 1990), judoka, campion olimpic
- Nataša Ljepoja (n. 1996), handbalistă.

## Clima
| Date climatice pentru Celje                                      | Date climatice pentru Celje | Date climatice pentru Celje | Date climatice pentru Celje | Date climatice pentru Celje | Date climatice pentru Celje | Date climatice pentru Celje | Date climatice pentru Celje | Date climatice pentru Celje | Date climatice pentru Celje | Date climatice pentru Celje | Date climatice pentru Celje | Date climatice pentru Celje | Date climatice pentru Celje |
| Luna                                                             | Ian                         | Feb                         | Mar                         | Apr                         | Mai                         | Iun                         | Iul                         | Aug                         | Sep                         | Oct                         | Nov                         | Dec                         | Anual                       |
| ---------------------------------------------------------------- | --------------------------- | --------------------------- | --------------------------- | --------------------------- | --------------------------- | --------------------------- | --------------------------- | --------------------------- | --------------------------- | --------------------------- | --------------------------- | --------------------------- | --------------------------- |
| Maxima medie °C (°F)                                             | 3.7 (38,7)                  | 6.6 (43,9)                  | 11.3 (52,3)                 | 15.8 (60,4)                 | 20.9 (69,6)                 | 23.9 (75)                   | 26.1 (79)                   | 25.7 (78,3)                 | 21.6 (70,9)                 | 15.7 (60,3)                 | 8.8 (47,8)                  | 4.4 (39,9)                  | 15,4 (59,7)                 |
| Media zilnică °C (°F)                                            | −0.7 (30,7)                 | 1.0 (33,8)                  | 5.1 (41,2)                  | 9.4 (48,9)                  | 14.6 (58,3)                 | 17.9 (64,2)                 | 19.6 (67,3)                 | 18.9 (66)                   | 14.8 (58,6)                 | 9.6 (49,3)                  | 4.1 (39,4)                  | 0.3 (32,5)                  | 9,6 (49,3)                  |
| Minima medie °C (°F)                                             | −4.7 (23,5)                 | −3.8 (25,2)                 | −0.5 (31,1)                 | 3.2 (37,8)                  | 7.8 (46)                    | 11.5 (52,7)                 | 13.2 (55,8)                 | 12.7 (54,9)                 | 9.4 (48,9)                  | 5.1 (41,2)                  | 0.1 (32,2)                  | −3.3 (26,1)                 | 4,2 (39,6)                  |
| Minima istorică °C (°F)                                          | −27.2 (−17.0)               | −27 (−16.6)                 | −23.4 (−10.1)               | −6.5 (20,3)                 | −3.4 (25,9)                 | 0.8 (33,4)                  | 4.5 (40,1)                  | 2.9 (37,2)                  | −2.5 (27,5)                 | −8.5 (16,7)                 | −19.4 (−2.9)                | −23.1 (−9.6)                | −27,2 (−17,0)               |
| Precipitații mm (inches)                                         | 49 (1.93)                   | 52 (2.05)                   | 70 (2.76)                   | 77 (3.03)                   | 90 (3.54)                   | 134 (5.28)                  | 132 (5.2)                   | 123 (4.84)                  | 109 (4.29)                  | 117 (4.61)                  | 102 (4.02)                  | 76 (2.99)                   | 1.129 (44,45)               |
| Nr. de zile cu precipitații (≥ 0.1 mm)                           | 10.3                        | 8.9                         | 11.0                        | 13.1                        | 14.5                        | 15.2                        | 13.0                        | 11.9                        | 10.8                        | 10.9                        | 11.4                        | 11.3                        | 142,4                       |
| Ore însorite                                                     | 64                          | 96                          | 128                         | 156                         | 205                         | 209                         | 242                         | 227                         | 166                         | 115                         | 67                          | 53                          | 1.728                       |
| Sursă: Slovenian Enivironment Agency (ARSO) (data for 1971-2000) |                             |                             |                             |                             |                             |                             |                             |                             |                             |                             |                             |                             |                             |

## Guvern
Primarul actual a municipiului Celje este Bojan Šrot.